# Ordine Imperiale di Nostra Signora di Guadalupe
L'Ordine Imperiale di Nostra Signora di Guadalupe è un ordine cavalleresco imperiale messicano.

## Storia dell'Ordine

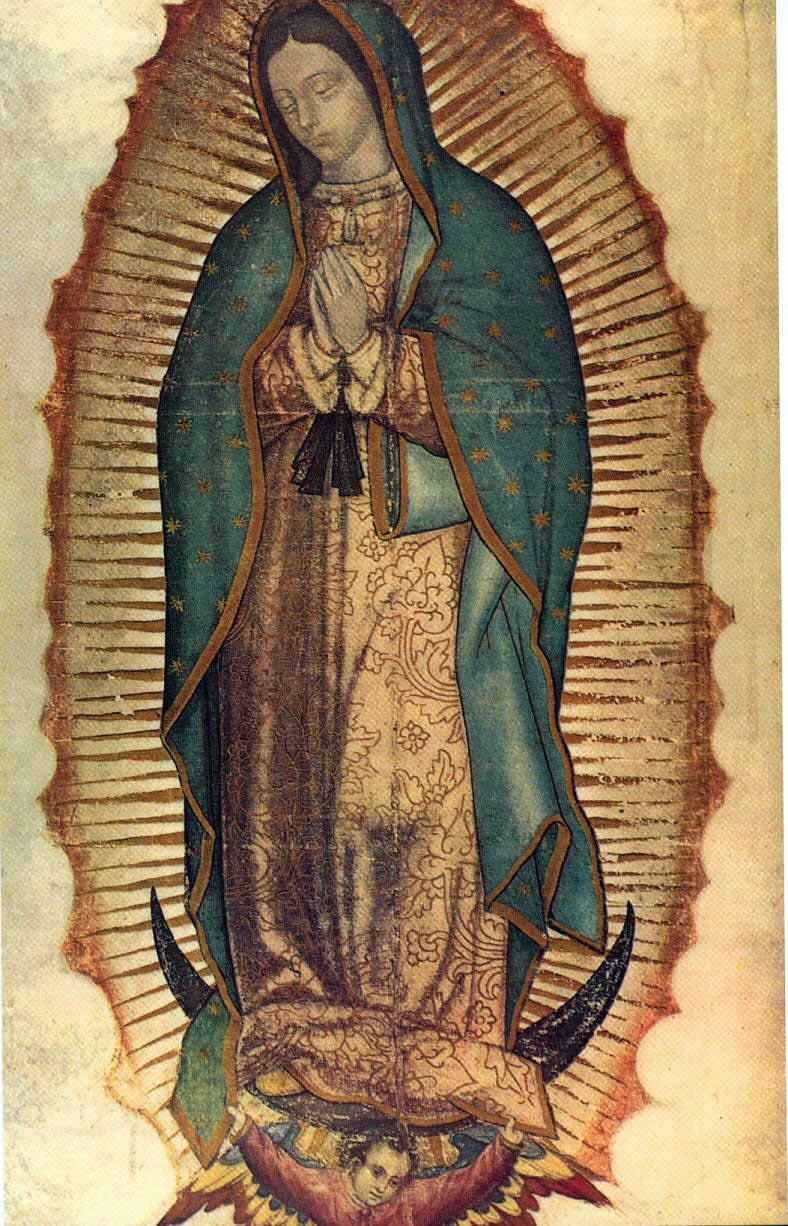
La Madonna di Guadalupe, protettrice dell'Ordine omonimo messicano

L'Ordine Imperiale di Nostra Signora di Guadalupe (originariamente "Ordine Nazionale di Nostra Signora di Guadalupe") fu un ordine cavalleresco fondato dall'Imperatore Agostino I del Messico nel 1821, anche se i suoi statuti non vennero pubblicati sino al febbraio del 1822, venendo reso operativo a partire dal 21 luglio di quello stesso anno. Esso era originariamente suddiviso nelle classi di "Cavaliere di Gran croce" e "Membro" (classe divisa in numerario o soprannumerario). 
Dopo la morte di Agostino I l'ordine cadde in disuso e rimase inattivo per 30 anni sino a quando Antonio López de Santa Anna, presidente della repubblica messicana formatasi al crollo del primo impero, riuscì a convincere papa Pio IX a riconoscere quest'ordine nel 1854. Dopo la Rivoluzione di Ayutla di quello stesso anno, l'Ordine cadde nuovamente in disuso.
Il terzo e ultimo periodo di floridezza dell'Ordine iniziò il 30 giugno 1863 quando esso venne assunto da Massimiliano I del Messico come principale ordine nazionale attraverso il proprio governo ancor prima che egli giungesse in Messico. Massimiliano I si interessò molto a questo ordine, modificandone gli statuti l'ultima volta il 10 aprile 1865, rendendolo a tutti gli effetti un ordine "Imperiale" e non semplicemente "Nazionale", dividendo inoltre le classi in quattro benemerenze, ciascuna divisa al proprio interno in classe civile e militare.

## Organizzazione
L'Ordine Imperiale di Nostra Signora di Guadalupe, agli statuti del 1865, si componeva delle seguenti classi di benemerenza:
- Cavaliere di Gran croce (limitato a 30 membri)
- Grand'Ufficiale (limitato a 100 membri)
- Commendatore (limitato a 200 membri)
- Cavaliere (limitato a 500 membri)

## Insegne

### Il primo impero messicano
La medaglia era composta da una croce con punte tripartite smaltate a fasce rossa, bianca e verde e puntate d'oro. Al centro della croce si trova un medaglione ovale a smalti riportante l'effigie della Madonna di Guadalupe circondata da una nello a smalti verde con la scritta in oro "RELIGION, INDIPENDENCIA, UNION" ("Religione, indipendenza, unione"). La croce aveva le braccia unite da una corona d'alloro in oro. A completare il tutto, in cima, si trovava una corona imperiale d'oro.
Il nastro era tricolore, verde, bianco e rosso.
| Medaglie | Medaglie                | Medaglie            | Medaglie                  |
| -------- | ----------------------- | ------------------- | ------------------------- |
|          |                         |                     |                           |
| Nastri   |                         |                     |                           |
| Collare  | Cavaliere di Gran Croce | Cavaliere numerario | Cavaliere soprannumerario |

### Il secondo e terzo periodo
La medaglia era composta da una croce decussata in oro smaltata concentricamente con una fascia verde, una bianca e una rossa. Al centro della croce si trova un medaglione ovale a smalti riportante l'effigie della Madonna di Guadalupe circondata da una nello a smalti verde con la scritta in oro "RELIGION, INDIPENDENCIA, UNION" ("Religione, indipendenza, unione"). Tra le braccia della croce si trovavano dei raggi dorati e la croce stessa aveva le braccia unite da una corona d'alloro in oro. A completare il tutto, in cima, si trovava un'aquila messicana con le ali spiegate poggiante su un cactus e tenente nel becco un serpente, il tutto in oro.
Il nastro era blu con una striscia rosa per lato.
| Medaglie | Medaglie                | Medaglie     | Medaglie  | Medaglie  |
| -------- | ----------------------- | ------------ | --------- | --------- |
|          |                         |              |           |           |
| Nastri   |                         |              |           |           |
| Collare  | Cavaliere di Gran Croce | Commendatore | Ufficiale | Cavaliere |

## Insigniti notabili
- Napoleone III
- Vicente Guerrero
- Alexander von Humboldt
- Leopoldo I del Belgio
- Terenzio Mamiani
- Andrea Cittadella Vigodarzere
- Élie Frédéric Forey
- Gioachino Rossini
- François Achille Bazaine
- Gaspare Gorresio
- Juan Nepomuceno Almonte
- Luigi Palmieri
- Wilhelm von Tegetthoff